# Chyler Leigh
Chyler Leigh Potts (Charlotte, 10 de abril de 1982) é uma atriz norte-americana, mais conhecida por interpretar Lexie Grey na série de televisão Grey's Anatomy e Alex Danvers na série Supergirl.

## Biografia
Leigh nasceu em Charlotte, Carolina do Norte, filha de Yvonne Norton e Robert Potts. Foi criada em Virginia Beach, Virgínia, até a idade de doze anos, quando ela se mudou com sua mãe e seu irmão Christopher Khayman Lee para Miami, Flórida. Durante a oitava série, começou a modelar. Ela logo passou a atuar em comerciais locais de televisão e em um noticiário adolescente chamado Hall Pass. Leigh não se formou no colegial, mas se submeter ao California High School Proficiency Exam.

## Carreira
Leigh estreou no mundo do cinema aos 15 anos em 1997 em Kickboxing Academy. Começou a apresentar programas de TV locais e modelar. Em 2001, Leigh teve o papel principal no sucesso de bilheteria Not Another Teen Movie como Janey Briggs. Também apareceu no vídeo de Marilyn Manson "Tainted Love", uma canção que apareceu no filme. Foi a 65ª colocada na lista de 100 Mulheres Mais Bonitas da Maxim de 2002.
Em 2002, Leigh apareceu em duas séries de TV de curta duração: Girls Club, na qual ela interpretou a advogada Sarah Mickle, e That 80s Show, na qual ela interpretou a punk June Tuesday. Ela então se tornou uma personagem regular no drama da ABC The Practice, mas foi liberada no final da época devido a cortes no orçamento. Depois disso, ela se juntou ao elenco de Reunion, em setembro de 2005.
Em Grey's Anatomy da ABC, Leigh apareceu pela primeira vez interpretando uma mulher no bar do Joe, que foi notada por Derek Shepherd, enquanto que no final da terceira temporada, foi revelado que ela era Lexie Grey, meia-irmã de Meredith. Se tornou regular na quarta temporada.
No último episódio da 8° temporada, com a morte de sua personagem, a atriz deixou a série.
Ela também participou da série de televisão DC Comics Supergirl, como Alex Danvers e como a irmã adotiva mais velha da protagonista Kara Danvers/Supergirl. Alex é uma bioengenheira, médica, cientista e agente de campo do DEO, uma agência secreta do governo que trabalha para proteger a Terra de ameaças extraterrestres. 
Eventualmente após sua entrada na série Supergirl a atriz também aparece em outras séries da CW relacionadas ao "Arrowverse", sendo algumas delas: Arrow, The Flash e Legends of Tomorrow. Suas aparições acontecem por causa dos famosos crossovers que essas séries acabam fazendo entre si. 
Em 2021, Leigh retornou na 17ª Temporada de Grey´s Anatomy, no Episódio "Breathe" como Dra. Lexie Grey. Chyler teve que gravar suas cenas em tela verde devido aos seus compromissos com sua atual série, Supergirl, que é gravada em Vancouver, no Canadá, além do fato de ter que viajar entre os países durante a pandemia. 

## Vida pessoal
Em 20 de julho de 2002, se casou com o ator Nathan West. O casal trabalhou junto em 2000, na série televisiva 7th Heaven, interpretando os amigos problemáticos de Mary Camden (Jessica Biel), Frankie e Johnnie. Leigh e West tem três filhos - um menino e duas meninas: Noah Wilde (nascido em Dezembro de 2003), Taelyn Leigh (nascida em 04/10 de 2006), e Anniston Kae (nascida em 7 de maio de 2009).
Leigh disse que ela e seu marido têm um pacto no qual quem adivinhar o sexo do bebê corretamente tem direito a escolher o nome. Quando grávida de Noah, adivinhou que estava tendo um menino e escolheu o nome primeiro e Nathan lhe deu seu nome do meio. Para Taelyn, Nathan adivinhou que era uma menina, e a nomeou. Seu terceiro filho, também uma menina, foi adivinhado corretamente pelo marido, escolhendo assim o nome Anniston Kae.
Chyler Leigh é a melhor amiga da atriz Melissa Benoist, que interpreta sua irmã, Kara, também em Supergirl; e os filhos de Chyler Leigh chamam Melissa de "tia Melissa".
Leigh assumiu recentemente ser da comunidade LGBT em sua rede social.

## Filmografia
| Filmes          | Filmes                  | Filmes                   | Filmes                                                                            |
| Ano             | Título                  | Papel                    | Notas                                                                             |
| --------------- | ----------------------- | ------------------------ | --------------------------------------------------------------------------------- |
| 1997            | Kickboxing Academy      | Cindy                    |                                                                                   |
| 2001            | Not Another Teen Movie  | Janey Briggs             |                                                                                   |
| 2010            | A 19ª Esposa            |                          |                                                                                   |
| 2012            | Brake                   | Molly Reins              |                                                                                   |
| Televisão       |                         |                          |                                                                                   |
| Ano             | Título                  | Papel                    | Notas                                                                             |
| 1996            | Hall Pass               |                          |                                                                                   |
| 1997            | Kinetic City Super Crew |                          |                                                                                   |
| 1999            | Saving Graces           | Grace Smith              | Episódio desconhecido                                                             |
| 1999            | Safe Harbor             | Jamie Martin             | 10 episódios                                                                      |
| 2000            | Wilder Days             | Rip                      | Episódio desconhecido                                                             |
| 2000            | M.Y.O.B.                |                          | 1 episódio                                                                        |
| 2000            | 7th Heaven              | Frankie                  | 3 episódios                                                                       |
| 2002            | That '80s Show          | June Tuesday             | 13 episódios                                                                      |
| 2002            | Girls Club              | Sarah Mickle             | 9 episódios                                                                       |
| 2003            | The Practice            | Claire Wyatt             | 10 episódios                                                                      |
| 2004            | North Shore             | Kate Spangler            | 1 episódio                                                                        |
| 2005-2006       | Reunion                 | Carla Noll               | 13 episódios                                                                      |
| 2007-2012; 2021 | Grey's Anatomy          | Drª Lexie Grey           | Convidada: temporada 3; Regular: temporada 4-8; Convidada Especial: temporada 17. |
| 2012            | Private Practice        | Drª Lexie Grey           | 5 Temporada episódio 15                                                           |
| 2013            | Window Wonderland       | Sloan Van Doren          | Filme Televisivo                                                                  |
| 2014            | Táxi Brooklyn           | Caitlyn "Cat" Sullivan   | 12 episódios                                                                      |
| 2015-2021       | Supergirl               | Alexandra "Alex" Danvers | Elenco principal                                                                  |
| 2017            | Arrow                   | Alexandra "Alex" Danvers | Episodio: "Crisis on Earth-X"                                                     |
| 2017; 2020      | Legends of Tomorrow     | Alexandra "Alex" Danvers | Episodes: "Crisis on Earth-X"; "Crisis on Infinite Earths"                        |
| 2017; 2021      | The Flash               | Alexandra "Alex" Danvers | Episodio: "Crisis on Earth-X"; "Armageddon"                                       |